# 真夏の地図
「真夏の地図」（まなつのちず）は、音楽バンドredballoonの4枚目のシングル。

## 解説
- 前作「銀色の空」のリリースから2ヶ月でのシングル。
- アルバム『FIRST STORY』の先行シングル扱いとなっている。

## 収録曲
1. 真夏の地図
作詞・作曲:村屋光二、編曲:河野圭
日本テレビ系『第27回全国高等学校クイズ選手権』応援テーマソング
2. GIFT
作詞・作曲:村屋光二、編曲:河野圭
インディーズ時代の作品
3. 銀色の空 〜cak mix〜
作詞:井上秋緒、作曲:村屋光二、編曲:redballoon、河野圭

## 収録アルバム
- 『FIRST STORY』（2007年9月5日）